# Казерун
Казеру́н (перс. کازرون‎) — город в Иране, в провинции Фарс. Административный центр шахрестана Казерун. Население — 89 тыс. человек (2005). Сельскохозяйственный центр. Севернее Казеруна расположены руины древнего города Бишапур (III век до н. э.). На юго-востоке — архитектурный комплекс «Зороастрийская крепость».